# Hoplichthys platophrys
Hoplichthys platophrys är en fiskart som beskrevs av Gilbert, 1905. Hoplichthys platophrys ingår i släktet Hoplichthys och familjen Hoplichthyidae. Inga underarter finns listade i Catalogue of Life.